# TuS Mechtersheim
Der TuS Mechtersheim ist ein Sportverein aus dem zu Römerberg bei Speyer gehörenden Teilort Mechtersheim.

## Geschichte
Der Verein wurde am 1. März 1914 im Gasthaus zum Stern als Viktoria Mechtersheim gegründet. Der nach dem Ersten Weltkrieg als Sportverein Mechtersheim wiedergegründete Verein erhielt 1930 den heutigen Namen Turn- und Sportverein 1914 e. V. Mechtersheim. Am 1. August 1914 kam es durch die Mobilmachung zur Unterbrechung der Vereinsaktivitäten.
Am 14. November 1919 erfolgte die Neugründung als Sportverein Mechtersheim. Ab dem März 1920 wurden die Lingenfelder Wiesen als Sportgelände gepachtet. 1923 wurde der Verein Kreismeister des Kreises Speyer. Im März 1924 wurde ein neues Spielfeld in den Kieslöchern fertiggestellt. 1925 wurde der Verein erneut Kreismeister. 1930 wurden die 1. Mannschaft und beide Jugendmannschaften Meister in ihren Klassen. 1930 gründete sich die Leichtathletikabteilung, und der Verein wurde in Turn- und Sportverein 1914 e. V. Mechtersheim umbenannt. 1931 wurde der Bau des Vereinsheimes fertiggestellt. Während des Zweiten Weltkriegs wurde der Spielbetrieb ausgesetzt und der Verein aufgelöst. Am 15. Februar 1946 erfolgte die Wiedergründung als ASV Mechtersheim. Am 21. Oktober 1946 wurde die Damen-Handball-Mannschaft gegründet. Am 11. März 1950 erfolgte die Rückumbenennung zu Turn- und Sportverein 1914 e. V. Mechtersheim. 1960 wurde der Verein Kreispokalsieger. 1962 wurde ein neuer Rasenplatz gebaut. 1968 und 1977 wurde der Verein Meister der B-Klasse Speyer. 1980 und 1986 erreichte der Verein die Meisterschaft der A-Klasse Speyer.
Bis Ende der 1990er Jahre spielte der TuS Mechtersheim in unterklassigen Amateurligen. Der Aufschwung des Vereins begann mit dem Aufstiegen 1999 in die Landesliga Ost und 2001 in die Verbandsliga Südwest. Mit der Meisterschaft in der Verbandsliga Südwest stieg der Turn- und Sportverein 2004 erstmals in die Oberliga Südwest auf. Er stieg in der Saison 2014/15 ab und kehrte als Meister der Verbandsliga Südwest sofort wieder in die umbenannte Oberliga Rheinland-Pfalz/Saar zurück. In der Spielzeit 2015/16 belegte der Aufsteiger in der Oberliga auf Anhieb den 4. Tabellenplatz.

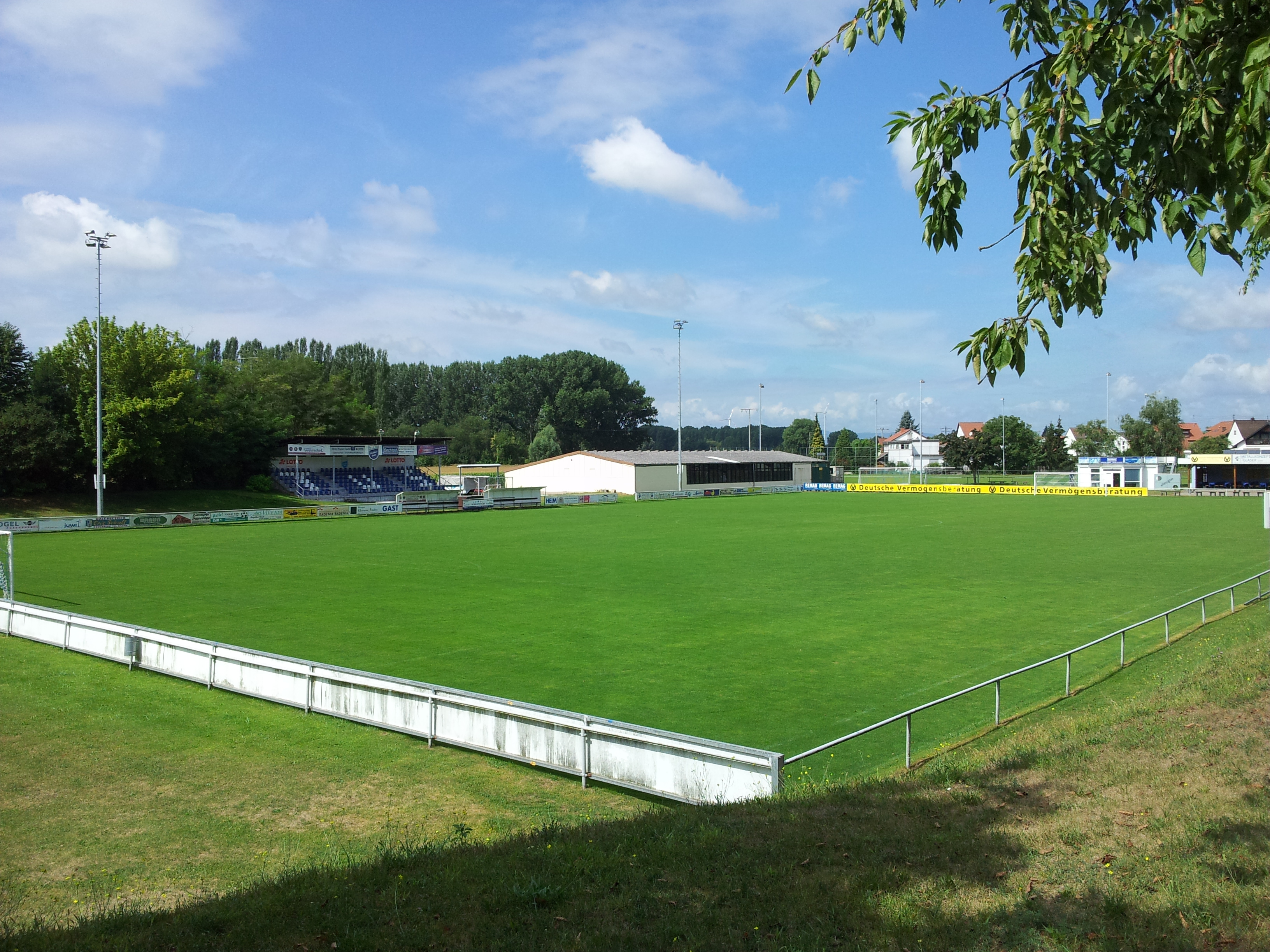
Stadion an der Kirschenallee

## Erfolge
- Meister der Verbandsliga: 2004, 2016
- Meister der Landesliga Ost: 2001
- Meister der A-Klasse Speyer: 1980, 1986
- Meister der B-Klasse Speyer: 1968, 1977
- Kreismeister des Kreises Speyer: 1923, 1925
- Kreis-Futsal-Meister im Kreis Rhein-Mittelhaardt, 2014
- Sieger ODDSET-Rheinland-Pfalz-Cup 2016

## Bekannte ehemalige Spieler
- Kay Friedmann
- Gianluca Korte
- Raffael Korte